# 古傑拉特
古傑拉特是巴基斯坦的城市，由旁遮普省負責管轄，位於該國東部奇納布河畔，距離首府拉合爾120公里，始建於公元前460年，主要農產品有稻米、小麥和甘蔗，2012年人口738,558。

## 外部連結
- Gujrat （页面存档备份，存于）